# Orthotrichum sainsburyi
Orthotrichum sainsburyi là một loài rêu trong họ Orthotrichaceae. Loài này được Allison mô tả khoa học đầu tiên năm 1947.